# Grive de Doherty
Geokichla dohertyi
Espèce
Synonymes
- Zoothera dohertyi (protonyme)

Statut de conservation UICN

 NT  : Quasi menacé
La Grive de Doherty (Geokichla dohertyi) ou grive à dos marron, est une espèce de passereaux de la famille des Turdidae.
Son nom commémore le naturaliste américain William Doherty (1857-1901).

## Répartition
Elle peuple de manière éparse les petites îles de la Sonde.